# Kongruencje Reesa
Kongruencje Reesa – rodzaj kongruencji w teorii półgrup. Nazwa pochodzi od nazwiska Davida Reesa. Kongruencje Reesa zadawane są przez ideały półgrupy, podobnie jak kongruencje w pierścieniach. Jednak nie wszystkie kongruencje w półgrupach są kongruencjami Reesa.

## Definicja
Niech {\displaystyle S} będzie półgrupą, a {\displaystyle I} jej ideałem. Konguencją Reesa zadaną przez {\displaystyle I} jest
{\displaystyle \rho _{I}=(I\times I)\,\cup \,\left\{(x,x)|\,x\,\in \,S\right\}}
Homomorfizm {\displaystyle \phi :S\rightarrow T} jest homomorfizmem Reesa, jeżeli jądro {\displaystyle \phi } jest kongruencją Reesa.